# Búbos drongó
A búbos drongó (Dicrurus forficatus) a madarak osztályának verébalakúak (Passeriformes) rendjébe és a drongófélék (Dicruridae) családjába tartozó faj.

## Előfordulása
Madagaszkár szigetén, a Comore-szigeteken, valamint Mayotte területén honos. Nyílt erdőségek lakója.

## Alfajai
- Dicrurus forficatus forficatus
- Dicrurus forficatus potior

## Megjelenése
Testhossza 27 centiméter. Felálló bóbitája és villás farka van.

## Életmódja
Tápláléka rovarokból áll.

## Szaporodása
Ágvillák közé készíti fészkét.

## Külső hivatkozás
- Képek az interneten a fajról
- Ibc.lynxeds.com - videó a fajról